# Cradle Mountain-Lake St Clair nationalpark
Cradle Mountain-Lake St Clair nationalpark är en nationalpark ligger i Tasmanien, Australien 165 km nordväst om Hobart. I parken finns många vandringsleder. Parken har en yta på 161 443 hektar.

## Fauna
Djur och fåglar i parken är: buskvallabyer, rödhalsad vallaby, pungmårdar, tasmansk djävul, myrpiggsvin, vombater, klätterpungdjur, korp och en art av törnkråkor (Cracticidae), Strepera graculina.

## Mer att läsa
- Chapman, John, Monica Chapman and John Siseman (2006) Cradle Mountain, Lake St Clair and Walls of Jerusalem National Parks

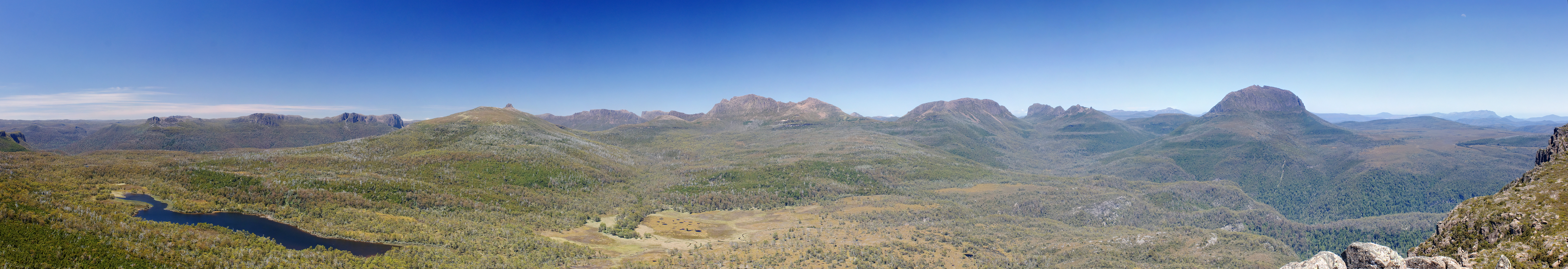
Panorama över Cradle Mountain-Lake St Clair nationalpark

ISBN 1-920995-01-3